# Alexander Hacke
Alexander Hacke (také znám jako Alexander von Borsig, Alex Hacke, Hacke, * 11. října 1965, Berlín/Neukölln) je kytarista, baskytarista, zpěvák, experimentální/industriálový/elektronický hudebník z Německa.
Hacke byl producentem spousty umělců, přispíval k jejich nahrávkám, byl přítomen na všech albech a turné skupiny Einstürzende Neubauten a vydal dvě celá sólová alba.
I když je znám svoji prací s vlivnou industriálovou kapelou Einstürzende Neubauten, spolupracoval také s mnoha dalšími umělci, jakými byli např. The Tiger Lillies, Meret Becker, Crime and the City Solution, Gianna Nannini, Gry, Miranda Sex Garden, Terranova, Sprung aus den Wolken, Mona Mur, Die Ichs, Schlaflose Naechte, Fred Alpi, Danielle de Picciotto a další.

## Životopis

### Mládí
Počátkem 80. let vydal několik sólových kazet a minialb, např. Hiroschima. Stal se dlouholetým členem Einstürzende Neubauten a byl rovněž členem několika dalších skupin, např. Sentimentale Jugend, Sprung aus den Wolken a Mona Mur.

### Einstürzende Neubauten

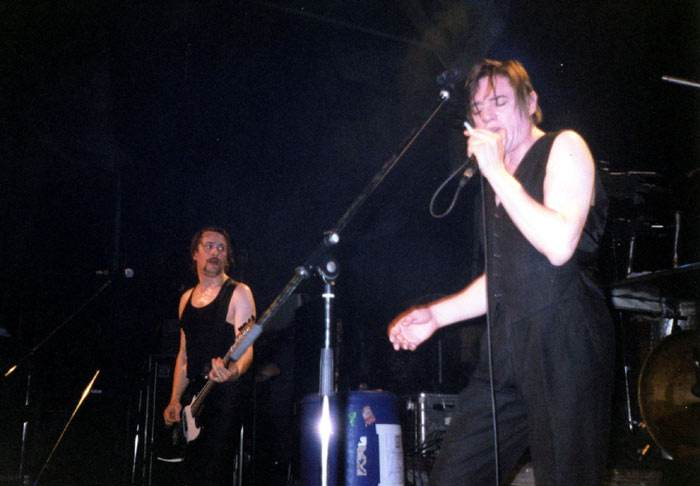
Einstürzende Neubauten při živém vystoupení v roce 2000: Alexander Hacke (vlevo, hraje na baskytaru) s Blixou Bargeldem (vpravo)

V roce 1980, v 15 letech vstoupil do Einstürzende Neubauten, která byla založena dříve v tom samém roce. Hacke hrál na kytaru a pracoval až do poloviny 90. let na zvuku kapely. Pak přešel z kytary na baskytaru a nyní na ni hraje a podle lídra skupiny Blixy Bargelda je "hudebním ředitelem skupiny".

### Sólové aktivity
Hackeho prvním sólovým albem bylo Filmarbeiten (1992).
V 90. letech byl frontmanem kapely Jever Mountain Boys, která hrála oblíbené písně, zvláště coververze country hudby.
V roce 2003 zorganizovali Alexander Hacke a jeho dlouholetá partnerka Danielle de Picciotto (manželé od roku 2006) měsíční akci "BadaBing" ve slavném berlínském klubu 70. let "Big Eden", na které prezentovali nové a neobvyklé kapely a touto cestou iniciovali rozšíření nové vlny hudby "Futur-electroclash" z Berlína do celé Evropy. Hodně spolu cestovali, předváděli multimediální show a prezentovali workshopy o berlínské undergroundové kultuře. V roce 2004 produkovala Danielle de Picciotto dokument o Einstürzende Neubauten, na jehož hudbě pracoval Alexander Hacke.

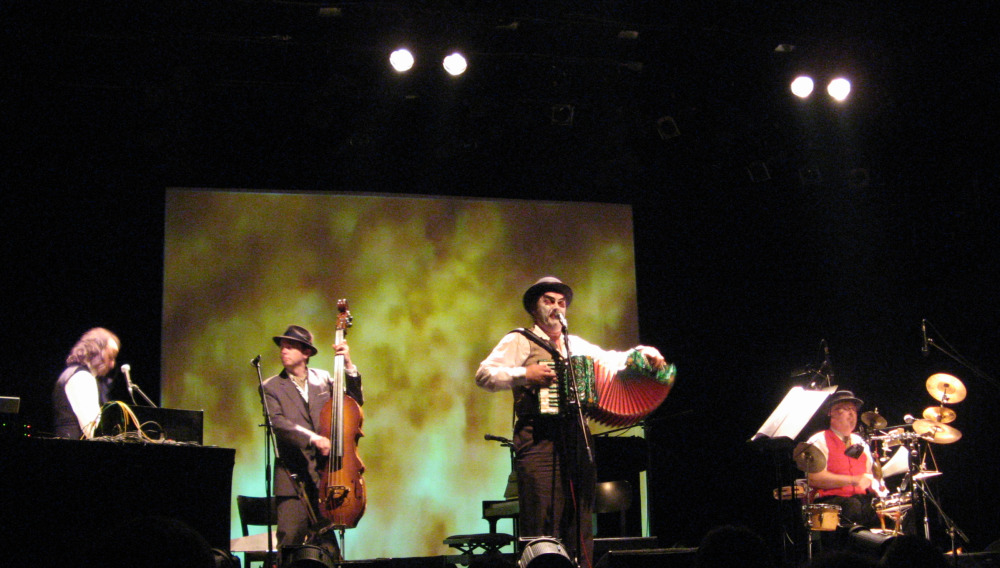
Hacke & Tiger Lillies & Danielle de Picciotto živě s "The Mountains of Madness" (2007)

V roce 2005 Hacke a de Picciotto koncipovali a režírovali po celé Evropě audiovizuální live show "The Mountains of Madness" podle povídek H. P. Lovecrafta a k účasti a vystoupení na úspěšné produkci pozvali anglickou trojici The Tiger Lillies.
Od roku 2000 Hacke vytvořil album Sanctuary (vyšlo v roce 2005), cestoval po Evropě a Severní Americe s mobilním rekordérem a spolupracoval s mnoha umělci, jakými byli např. J. G. Thirlwell (Foetus), Caspar Brötzmann, Larry Mullins (Toby Dammit), Vinnie Signorelli (Unsane), Michael Evans (KBZ 200), Sugarpie Jones (Celebrity Skin), Bob Rutman (Steel Cello Ensemble), Nils Wohlrabe (The Leather Nun), Gianna Nannini, Andrew Chudy (alias N. U. Unruh, Einstürzende Neubauten), Lary 7 (The Analog Society) a David Yow (The Jesus Lizard). V recenzích na toto album byl Hacke srovnáván s Frankem Zappou a Captainem Beefheartem. "Road Record", výtažek z něhož je k vidění na albu Sanctuary, zdokumentovala de Picciotto. Nahrávka popisuje revoluční nahrávací styl Hackeho, který použil při nahrávání Sanctuary.
Při svých sólových aktivitách užívá především hudební software od firmy Native Instruments.
Hacke také přispíval k několika soundtrackům k filmům, např. Sonnenallee a Divoký život (biografie Uschi Obermaierové, 2006/07). Hacke produkoval hudbu k filmu Fatiha Akina Head-On (2004) a je hlavní postavou ve filmu Překročení mostu: Zvuk Istanbulu (2005), Akinova dokumentu o istanbulské hudební scéně.

## Soukromý život
První přítelkyní Alexandera Hackeho byla Christiane F., známá celosvětově proslaveným filmem a knihou My děti ze stanice ZOO, která je biografií o její závislosti na heroinu. Společně vystupovali po Evropě a USA s jejich kapelou Sentimentale Jugend a také se spolu objevili ve filmu z roku 1983 Dekodér.
3. října 1989 se v Berlíně narodil Hackeho syn Joschua. Jeho matkou je Angela Mettbachová, postava berlínského nočního života, která měla krátkou hudební kariéru s kapelou Octopussy.
Hacke byl také krátce ženatý s německou herečkou a zpěvačkou Meret Becker a byl vtáhnut do její hudební kariéry. Becker byla hostem na albu Einstürzende Neubauten Ende Neu. V roce 2006 se Hacke oženil se svoji dlouholetou partnerkou Danielle de Picciotto, Američankou, v Berlíně žijící multimediální umělkyní, která je známá tím, že založila spolu s Dr Mottem berlínskou Love Parade a tím, že zpívala v kapele "Space Cowboys".
Alexander Hacke je vegetarián, stejně jako většina členů Einstürzende Neubauten.

## Sólová diskografie
- 1982 Hiroshima (12 palcová EP)
- 1992 Filmarbeiten
- 2005 Sanctuary
- 2007 Tooth and Friction

## DVD
- 2006 Mountains Of Madness (s The Tiger Lillies)